# Kościół Niepokalanego Poczęcia Najświętszej Maryi Panny w Chrząstawie Wielkiej
Kościół Niepokalanego Poczęcia Najświętszej Maryi Panny w Chrząstawie Wielkiej – rzymskokatolicki kościół parafialny w Chrząstawie Wielkiej, w gminie Czernica. 

## Historia
Kościół został zbudowany w latach 1859-1864 przez ks. Teodora Reeslera według projektu Alexisa Langera. W 1914 roku przeprowadzono jego restaurację. W 1945 roku został zdewastowany, w 1957 roku odnowiony. W 1994 roku przeprowadzono kapitalny remont wnętrza.

## Architektura
Zgodnie z założeniami projektu architektura kościoła miała ukazywać ducha romantyzmu oraz tradycje świetności Cesarstwa Rzymskiego Narodu Niemieckiego. Neogotycki kościół posiada dwie wysokie wieże ozdobione pinaklami. Wnętrze również utrzymane jest w stylu neogotyckim i pochodzi z połowy XIX wieku. 

## Wyposażenie

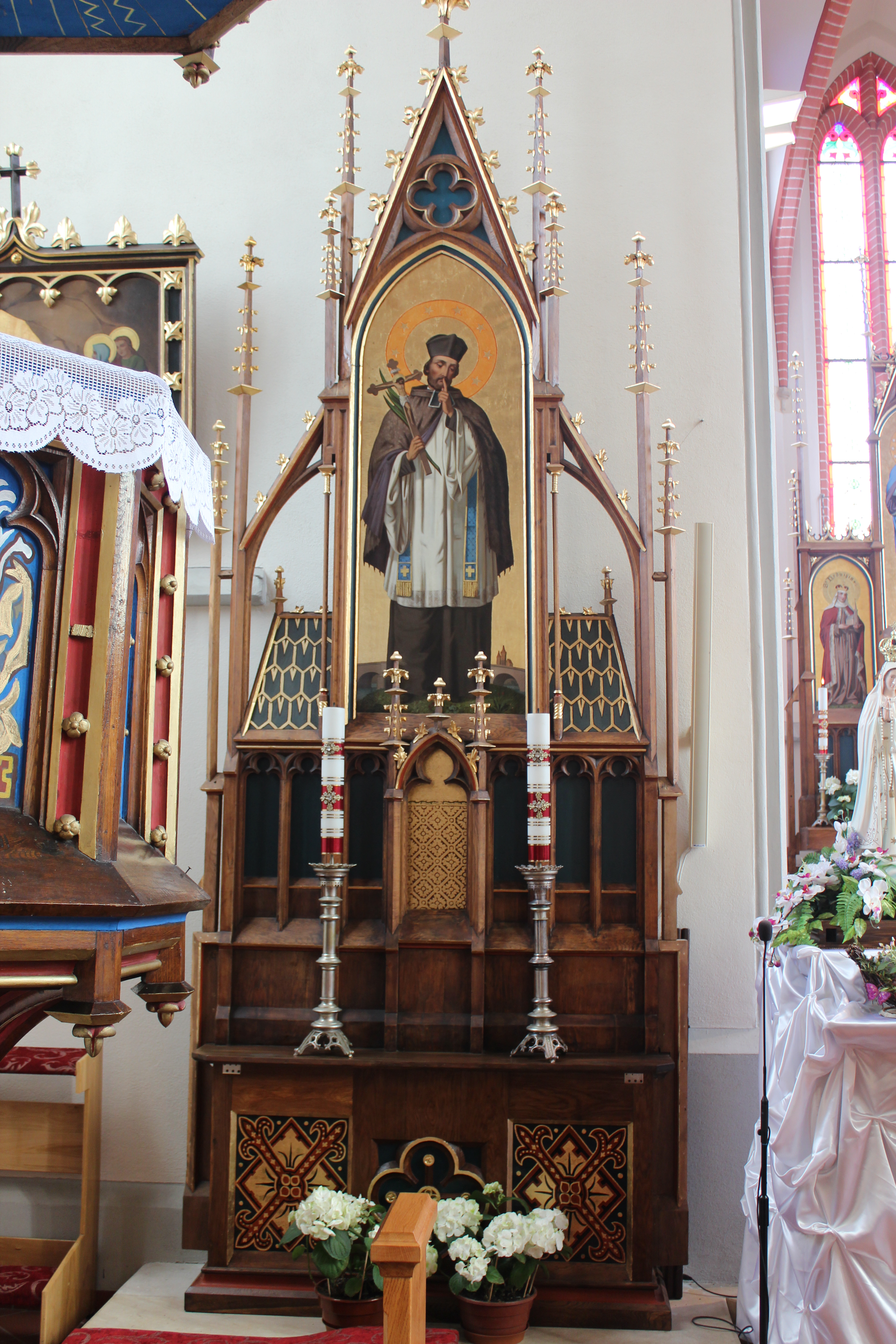
Ołtarz boczny

- ołtarz główny z drewna polichromowanego
- obraz Najświętszej Maryi w ołtarzu głównym
- obraz św. Jadwigi w ołtarzu głównym
- obraz św. Bernarda w ołtarzu głównym
- ołtarz boczny św. Filomeny
- ołtarz boczny św. Jana Nepomucena
- chrzcielnica z piaskowca
- 14 stacji drogi krzyżowej

Wszystkie wymienione obrazy oraz 14 stacji drogi krzyżowej są autorstwa Ferdinanda Wintera.